# آرا شاوردیان
آرا شاوردیان (ارمنی: Արա Շահվերդյան (زاده ۱۹ فروردین ۱۳۵۵، تهران) محقق، جامعه‌شناس، کارآفرین و سیاستمدار ارمنی‌تبار اهل ایران است که نماینده دوره‌های یازدهم و دوازدهم مجلس شورای اسلامی از حوزه انتخابیه  مسیحیان ارمنی شمال می‌باشد. وی دبیر دوم کمیسیون عمران مجلس می‌باشد.

## زندگی‌نامه
در ۱۹ فروردین سال ۱۳۵۵ (۸ آوریل ۱۹۷۶) در تهران به دنیا آمد و با مدرک کارشناس مدیریت بازرگانی و کارشناس ارشد رشته مردم‌شناسی فارغ‌التحصیل شد. وی به مدت ۸ سال در دوره‌های دوم و سوم شورایاری در محله مجیدیه تهران (منطقه ۸ ناحیه ۳) مشغول به فعالیت بوده است.
| دوره   | تعداد آراء | درصد آراء |
| ------ | ---------- | --------- |
| یازدهم | ۳۴۹۳       | ۶۶٫۲۲     |

| دوره    | تعداد آراء | درصد آراء |
| ------- | ---------- | --------- |
| دوازدهم | ۵۰۹۷       | ۸۲٫۳۰     |